# Paraboloïde
En mathématiques, un paraboloïde est une surface du second degré de l'espace euclidien. Il fait donc partie des quadriques, avec pour caractéristique principale de ne pas posséder de centre de symétrie.
Certaines sections d'un paraboloïde avec un plan sont des paraboles. D'autres sont, selon le cas, des ellipses ou des hyperboles. On distingue donc les paraboloïdes elliptiques et les paraboloïdes hyperboliques.

## Paraboloïde elliptique

Paraboloïde de révolution.

Cette surface peut s'obtenir en faisant glisser une parabole sur une autre parabole tournant sa concavité dans la même direction.
Dans un repère bien choisi, son équation est de la forme
{\displaystyle z=\left({\frac {x}{a}}\right)^{2}+\left({\frac {y}{b}}\right)^{2}}.
Le cas {\displaystyle a=b} fournit, en repère orthonormal, le cas particulier du paraboloïde de révolution (ou paraboloïde circulaire). Ses sections avec un plan perpendiculaire à l'axe de rotation sont alors des cercles. Le schéma ci-contre représente, pour {\displaystyle x} et {\displaystyle y} compris entre -1 et 1, la surface d'équation {\displaystyle z=x^{2}+y^{2}}. Les cercles « horizontaux » se voient en trait bleu-vert et les paraboles « verticales » en trait jaune.
Le volume du bol paraboloïde elliptique de hauteur {\displaystyle h} est donné par la formule {\displaystyle V={\frac {Sh}{2}}}, où {\displaystyle S} désigne l'aire de l'ellipse qui le délimite. Pour démontrer ce résultat on découpe ce bol de hauteur {\displaystyle h} en cylindres infinitésimaux à base elliptique. On appelle Cz le cylindre de hauteur dz et de base elliptique d'équation {\displaystyle {\frac {x^{2}}{a^{2}z}}+{\frac {y^{2}}{b^{2}z}}=1}. Le volume du cylindre Cz vaut  {\displaystyle \pi \times a\times b\times z\times \mathrm {d} z}. Enfin le volume du bol de hauteur h vaut :
{\displaystyle \int _{0}^{h}\pi abz\mathrm {d} z=\pi ab{\frac {h^{2}}{2}}={\frac {1}{2}}\pi abh\times h}
Soit la moitié de {\displaystyle Sh}.

### Applications
Cette surface possède des applications classiques dans le domaine des miroirs. Elle donne sa forme autant à des projecteurs comme les phares de voiture qu'à des capteurs comme les antennes paraboliques ou les fours solaires tels que celui d'Odeillo. L'avantage d'une surface parabolique par rapport à une découpe sphérique est la concentration des rayons réfléchis en un seul point : le point focal. Une surface sphérique ne va pas réfléchir les rayons en un seul point mais va les disperser sur son axe de rotation en fonction de l'angle d'incidence.

## Paraboloïde hyperbolique

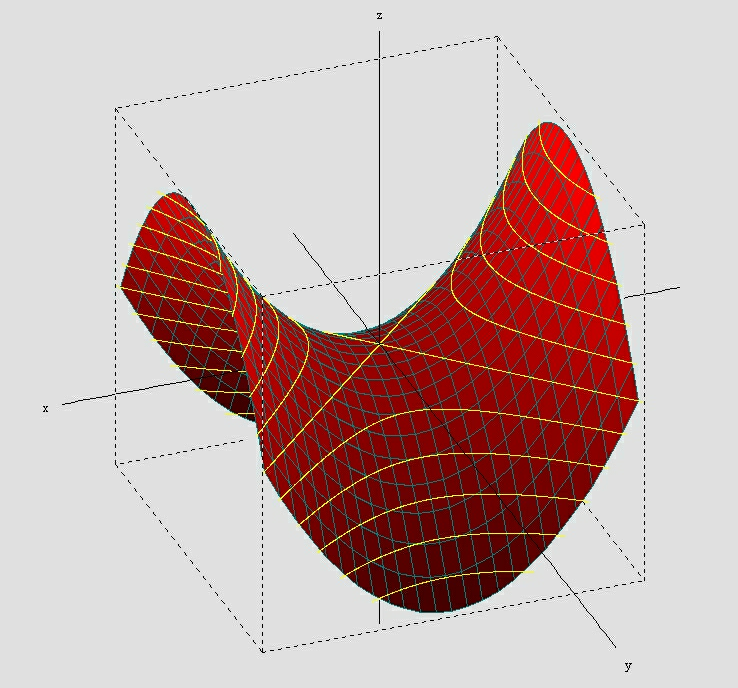
Paraboloïde hyperbolique.

Cette surface peut s'obtenir en faisant glisser une parabole sur une autre parabole tournant sa concavité dans la direction opposée. C'est aussi une surface réglée qu'on peut engendrer par le déplacement d'une droite s'appuyant sur deux droites fixes non coplanaires tout en restant parallèle à un plan fixe. Il est donc possible de construire une telle surface avec des ficelles tendues entre 4 pieux. Cette technique est fréquemment utilisée dans le scoutisme comme décoration.
Dans un repère bien choisi, son équation est de la forme
ou encore
La forme particulière de cette surface lui vaut le surnom « selle de cheval ». Le schéma ci-contre représente, pour {\displaystyle x} et {\displaystyle y} compris entre –1 et 1, la surface d'équation {\displaystyle z=x^{2}-y^{2}}.
On reconnaît, en jaune, des hyperboles « horizontales » qui dégénèrent en droites sécantes pour {\displaystyle z=0\,\!}, et, en violacé, des paraboles « verticales ».
La selle de cheval se distingue de la selle de singe, plus générique, parce qu'elle représente un minimax (selon le plan sécant utilisé, on trouve soit un minimum, soit un maximum). La selle de singe n'a pas cette propriété. Elle peut être visualisée comme une selle sur laquelle un singe pourrait s'asseoir sans gêner ses jambes ni sa queue. Voici un exemple de selle de singe :

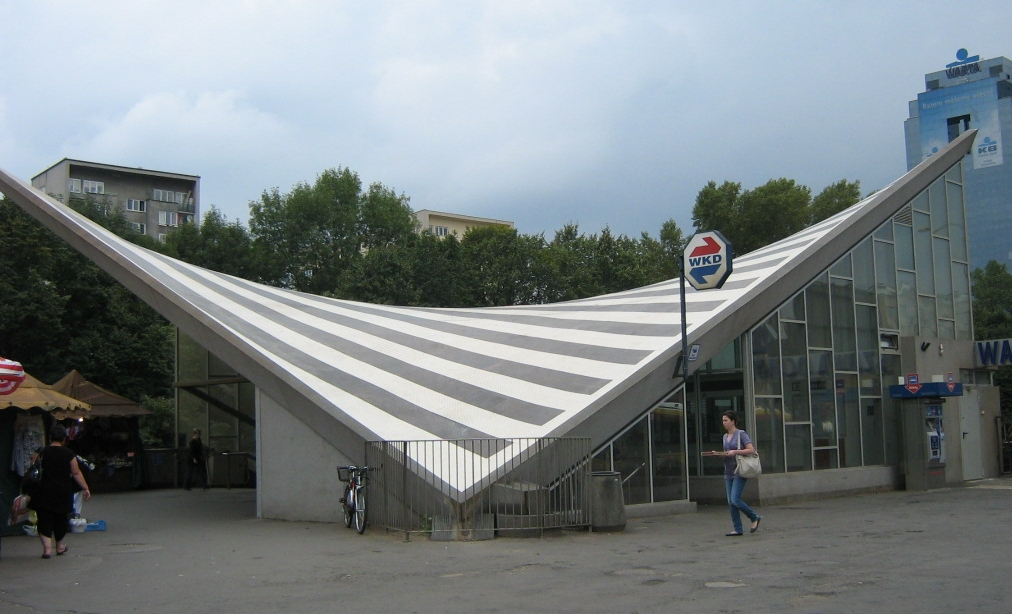
Arseniusz Romanowicz- Toit de la gare d'Ochota - début des années 1960.

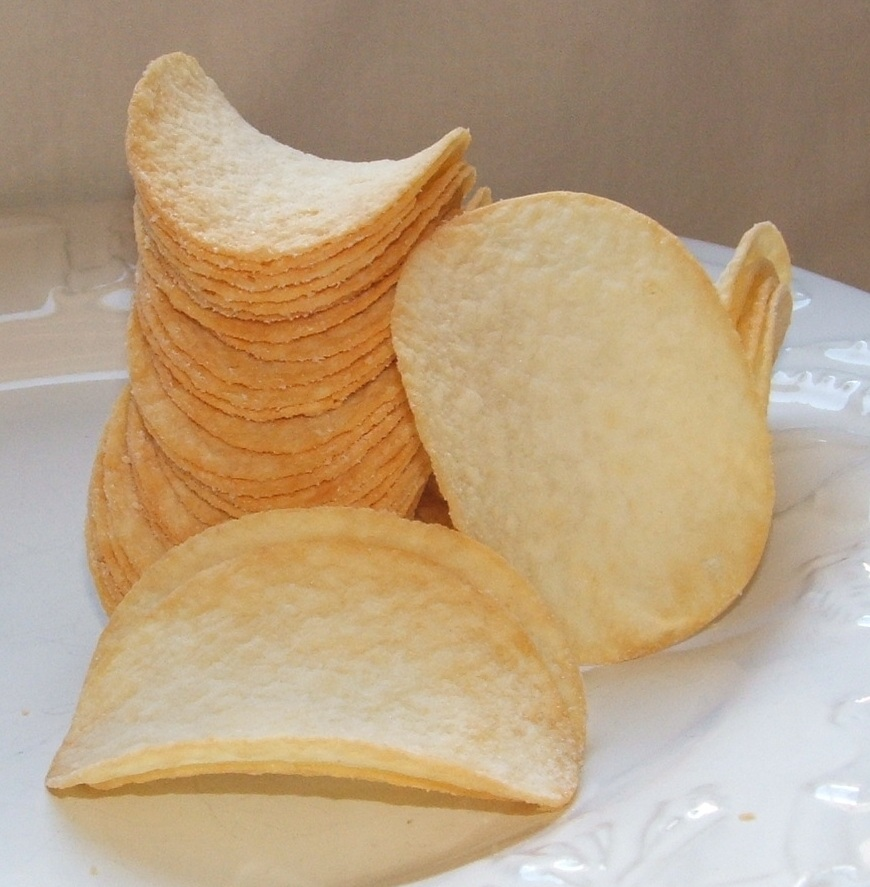
Pringles en forme de paraboloïde hyperbolique.

### Applications
Le paraboloïde hyperbolique a inspiré des architectes comme Antoni Gaudí (voûte de la Sagrada Família - projet 1917), Bernard Lafaille, Guillaume Gillet (architecte) (Église Notre-Dame de Royan, église Saint-Crépin & Saint-Crépinien de Soissons), Félix Candela, Le Corbusier et Xenakis (Pavillon Philips pour l'Exposition universelle de Bruxelles de 1958), Eduardo Catalano (Catalano House, Raleigh, 1954). On en trouve quelques exemplaires marquants dans les toits en voile de certains bâtiments comme le Scotiabank Saddledome.
La forme des Pringles est parfois associée à celle du paraboloïde hyperbolique.